# 함안 남문외 고분군
함안 남문외 고분군(咸安 南門外 古墳群)은 대한민국 경상남도 함안군 가야읍 가야리에 있는, 남문마을의 맞은편 구릉지에 크고 작은 고분들이 20여기 이상 분포하고 있는 삼국시대의 고분군이다. 2000년 8월 31일 경상남도의 기념물 제226호 남문외고분군으로 지정되었다가, 2018년 12월 20일 현재의 명칭으로 변경되었다.

## 개요
함안 남문외 고분군은 가야읍 가야리 17-9번지 일원으로 남문마을의 맞은편 구릉지에 크고 작은 고분들이 20여기 이상 분포하고 있다.
이 고분들은 지방도로로 인해 두 무리로 갈라져 있으며, 대부분의 땅이 개인소유로서 경작되어 봉토가 많이 깍인 상태이다.
대부분 삼국시대의 석실묘(돌방무덤) 및 석관묘(돌널무덤)로 축조된 것으로 추정된다.
주변에는 도항 · 말산리 고분군과 봉화산성, 전(傳) 아라왕궁지 등이 분포하고 있어 삼국시대 함안지역의 고대사 연구에 중요한 학술적 자료이다.

## 참고 자료
- 함안남문외고분군 - 국가유산청 국가유산포털